# Ryki (gromada)
Ryki – dawna gromada, czyli najmniejsza jednostka podziału terytorialnego Polskiej Rzeczypospolitej Ludowej w latach 1954–1972.
Gromady, z gromadzkimi radami narodowymi (GRN) jako organami władzy najniższego stopnia na wsi, funkcjonowały od reformy reorganizującej administrację wiejską przeprowadzonej jesienią 1954 do momentu ich zniesienia z dniem 1 stycznia 1973, tym samym wypierając organizację gminną w latach 1954–1972.
Gromadę Ryki z siedzibą GRN w Rykach (wówczas wsi) utworzono – jako jedną z 8759 gromad na obszarze Polski – w powiecie garwolińskim w woj. warszawskim, na mocy uchwały nr VI/10/2/54 WRN w Warszawie z dnia 5 października 1954. W skład jednostki weszły obszary dotychczasowych gromad Ryki, Ryki Królewskie, Julin i Swaty kolonia ze zniesionej gminy Ryki w tymże powiecie. Dla gromady ustalono 27 członków gromadzkiej rady narodowej.
1 stycznia 1956 gromada weszła w skład nowo utworzonego powiatu ryckiego w tymże województwie.
Gromadę zniesiono 1 stycznia 1957 w związku z przekształceniem jej obszaru w miasto Ryki.
1 stycznia 1973, w związku z kolejną reformą gminną w Polsce, reaktywowano – tym razem w powiecie ryckim – zniesioną w 1954 roku gminę Ryki (od 1999 gmina leży ponownie w powiecie ryckim, lecz w woj. lubelskim).